# Eugenio Figueredo
Eugenio Figueredo (* 10. März 1932 in Santa Lucía) ist  ein uruguayischer Fußballfunktionär und ehemaliges Mitglied des FIFA-Exekutivkomitees.
Figueredo war aktiver Fußballspieler bei Huracán Buceo und in diesem Verein auch zwei Mal Präsident (1971–1972 und 1976–1977). Von 1997 bis 2006 war er Präsident des uruguayischen Fußballverbandes (Asociación Uruguaya de Fútbol).
Am 30. April 2013 wurde er als Nachfolger des zurückgetretenen Nicolás Leoz zum Präsidenten der CONMEBOL gewählt. Er wurde damit auch sein Nachfolger im FIFA-Exekutivkomitee. Nach dem Tod von Julio Grondona im Juli 2014 wurde er Vizepräsident des FIFA-Exekutivkomitees und trat von seinem Posten als CONMEBOL-Präsident zurück. Im Mai 2015 schied er aus dem FIFA-Exekutivkomitee aus.
Am 27. Mai 2015 wurde er in Zürich von der Polizei wegen Bestechungsverdachtes verhaftet. Am Abend desselben Tages wurde er von der FIFA provisorisch gesperrt.
Mitte September 2015 bewilligte das Schweizer Bundesamt für Justiz (BJ) die Auslieferung von Figueredo in die USA. Er habe durch die Annahme von Bestechungsgeldern für die Vergabe von Sportmarketingverträgen den Wettbewerb massiv beeinflusst sowie den Markt für Medienrechte im Zusammenhang mit der Copa América verfälscht. Außerdem wird ihm die Erschleichung der US-Staatsbürgerschaft durch ein gefälschtes medizinisches Gutachten zur Last gelegt. Nachdem Figueredo den Auslieferungsentscheid beim schweizerischen Bundesstrafgericht angefochten hatte, gleichzeitig aber auch ein Auslieferungsersuchen seines Heimatlandes vorlag, entschied das BJ am 17. Dezember 2015, ihn dorthin zu überstellen. Zur Begründung führte es an, dass dort umfassender gegen Figueredo ermittelt werden könne. Nach seiner Auslieferung am 24. Dezember 2015 wurde er im Zentralgefängnis von Montevideo inhaftiert. Ein Gesuchen seiner Rechtsanwältin, ihn aufgrund seines Alters und seines kritischen Gesundheitszustandes lediglich unter Hausarrest zu stellen, lehnten die uruguayischen Justizbehörden ab. Bei seiner ersten Vernehmung gestand Figueredo ein, jahrelang Bestechungsgelder in Millionenhöhe angenommen zu haben, außerdem belastete er den derzeitigen Generaldirektor des südamerikanischen Fußballverbands CONMEBOL, Gorka Villar, schwer: der Sohn von FIFA-Exekutivkomiteemitglied Ángel María Villar habe uruguayische Fußballvereine erpresst. Clubs, die sich aufgrund von Korruption bei der Vergabe von Fernsehrechten um Einnahmen betrogen fühlten und daher Anzeige erstatten hatten, sei der Ausschluss von internationalen Wettbewerben angedroht worden, sollten sie diese nicht zurückziehen.